# Токо намібійський
Токо намібійський (Tockus leucomelas) — вид птахів родини птахів-носорогів (Bucerotidae).

## Поширення
Цей птах мешкає у сухих саванах Південної Африки. Він зустрічається на всіх довготах Африки від Анголи та Намібії до Мозамбіку і Наталю, проходячи через Ботсвану, Зімбабве і північ ПАР.

## Опис
Середнього розміру птах завдовжки від 40 до 60 см, вага 132—242 г. Відрізняється довгим жовтим дзьобом з каскою, яка є лише у самців. Шкіра навколо очей і щічні смужки яскраво-червоного кольору. Черево біле, шия сіра, спина чорна з безліччю білих плям і смужок.